# Relations entre l'Arabie saoudite et l'Azerbaïdjan

Les relations entre l'Arabie saoudite et  l'Azerbaïdjan font référence aux relations bilatérales existantes et aux interactions entre ces deux pays. Ces relations incluent les domaines diplomatiques, culturels, économiques et autres.

## Relations diplomatiques
La République d’Azerbaïdjan et le Royaume d’Arabie saoudite entretiennent des relations diplomatiques depuis le 24 février 1992. En effet, le Royaume a été l’un des premiers pays à reconnaître l’indépendance de l’Azerbaïdjan le 30 décembre 1991. En outre, l’Azerbaïdjan a son ambassade à Riyad (ouverte en avril 1994) et l’ambassade d’Arabie saoudite est installée à Bakou depuis juin 1999.
La visite de Heydar Aliyev en Arabie saoudite en 1994 a été considérée comme un premier jalon qui a permis la création de nouvelles relations. À la suite de cette visite, l’Accord général sur l’économie, le commerce, les investissements, la technologie, la culture, etc., a été signé. 

## Relations culturels
L’héritage islamique commun facilite et renforce les liens existants entre l’Arabie saoudite et l’Azerbaïdjan. En guise d'indicateur, les religieux azerbaïdjanais visitent chaque année les lieux saints de l'islam situés en Arabie saoudite (participant à une cérémonie de pèlerinage - Hajj). Afin de développer davantage les liens culturels, les Journées de la culture azerbaïdjanaise se sont tenues du 10 au 17 novembre 2007 à Riyad, ainsi que dans les villes de Jeddah et de Dammam. En outre, les Journées de la culture de l'Arabie saoudite ont eu lieu les 17 et 21 juin 2008 à Bakou.

## Coopération humanitaire
L’Arabie saoudite a fourni une assistance humanitaire à l’Azerbaïdjan entre 1994 et 1999 afin de surmonter la grave crise des réfugiés résultant du conflit de Haut-Karabakh. Le programme, dirigé par le roi Fahd, visait à aider les réfugiés et les personnes déplacées à l'intérieur du territoire et à leur fournir des produits de première nécessité, tels que nourriture, médicaments, etc. Dans le cadre de ce programme, même certaines personnes handicapées du conflit néo-néerlandais ont été traitées en Arabie saoudite en 1999.
En 2002, le "Fonds saoudien pour le développement" (FSD) a consenti un prêt de 35,7 millions de riyals au gouvernement azerbaïdjanais pour la construction d'écoles secondaires dans la ville de Bakou. En outre, en 2005, le gouvernement saoudien a donné environ 50 000 dollars à la partie azerbaïdjanaise pour le déminage et la restauration des parties libérées du pays.

## Relations économiques
Récemment, il y a environ quatre sociétés d'Arabie saoudite actives dans différents domaines en Azerbaïdjan. En 2015, conformément à l'accord commun "Mémorandum d'accord", l'objectif était de réaliser un projet à long terme dans le domaine de l'énergie du Royaume entre la compagnie pétrolière d'État de la République d'Azerbaïdjan et la société saoudienne "Soroof International". Les formes commerciales régulièrement organisées entre ces pays les aident à analyser leurs capacités économiques et à développer leurs activités économiques sur cette base. Le 2e forum des entreprises azerbaïdjanaises et saoudiennes (qui s’est tenu le 15 mai au centre Heydar Aliyev avec l’appui du ministère de l’Economie et de l’Industrie et de la Fondation pour la promotion des exportations et de l’investissement en Azerbaïdjan (AZPROMO) est précisément l’un de ces formulaires réunis. Plus de 300 hommes d'affaires des deux pays ont étudié leurs capacités relatives dans les domaines de l'agriculture, de l'industrie, de la construction, de la finance, des TIC, de la logistique, du tourisme, du conseil, de la pétrochimie et de la santé. En outre, conformément à l'article VII de "l'Accord général de coopération dans les domaines de l'économie, du commerce, de l'investissement, des techniques, de la culture, des sports et de la jeunesse entre le gouvernement de la République d'Azerbaïdjan et le gouvernement du Royaume d'Arabie saoudite" a été signé Le 10 juillet 1994, à Djedda, plusieurs réunions de la Commission mixte de coopération Azerbaïdjan-Arabie Saoudite ont eu lieu (par exemple, à Riyad les 14 et 15 février 2004 (2e réunion) et à Bakou le 3 mars 2019 (5e réunion ).
En général, 14 accords entre l’Azerbaïdjan et l’Arabie saoudite ont pour objet de renforcer les relations économiques existantes. On estime qu'il y aura 8 nouveaux accords supplémentaires dans les domaines politique, économique et culturel.
Les entreprises saoudiennes ont investi 370 millions de dollars en Azerbaïdjan et à l'heure actuelle, il existe environ 26 sociétés saoudiennes chargées d'effectuer des transactions entre les deux pays. Le Fonds de développement saoudien a également participé activement à la construction d’infrastructures locales, notamment de canaux et de routes, d’écoles, de systèmes d’alimentation en eau et d’assainissement, etc.
Au début de 2019, l'Agence pour le développement des petites et moyennes entreprises (PME) relevant du ministère de l'Économie de l'Azerbaïdjan et de l'Autorité générale saoudienne des investissements (SAGIA) ont signé un accord visant à créer de nouvelles possibilités d'investissement. Selon le gouvernement. Selon les statistiques du Comité national des douanes d’Azerbaïdjan (2018), le total des transactions entre les pays susmentionnés s’élevait à 30,9 millions de manat. La partie azerbaïdjanaise dans ces transactions affichait principalement un déficit de la balance courante puisque près de 24,3 millions du total des échanges commerciaux ont été réalisés en raison des importations de l'Azerbaïdjan. En outre, investir dans le secteur énergétique de l'Azerbaïdjan avec l'agriculture, le tourisme et les transports est une priorité pour l'Arabie saoudite.